# Одая (Кировоградская область)
Одая (укр. Одая) — село в Побугской поселковой общине Голованевского района Кировоградской области Украины.
Население по переписи 2001 года составляло 150 человек. Почтовый индекс — 26553. Телефонный код — 5252. Занимает площадь 0,865 км². Код КОАТУУ — 3521486203.